# サヨナライツカ
『サヨナライツカ』は、辻仁成の恋愛小説。世界文化社が発行する男性向けファッション雑誌『MEN'S EX』で1999年4月号から2000年5月号まで「黄金の寝室」のタイトルで連載され、加筆・訂正して同社から2001年に刊行された。
「好青年」と周囲から呼ばれ婚約者もいる豊が、謎の美女沓子とタイ・バンコクで出会い、互いに惹かれ合い逢瀬を重ね、そして別れ、25年後に劇的な再会をするまでを描く。
累計発行数は2016年3月時点で単行本と文庫本あわせて計約100万部。

## 書籍情報
- 単行本：2001年1月9日発行、世界文化社、ISBN 4-418-01501-9
- 文庫本：2002年7月8日発行、幻冬舎文庫、ISBN 4-344-40257-X

## 映画

### 概要
2002年11月に、行定勲の監督、坂本龍一の音楽、ワダエミの衣装、中山美穂と大沢たかおの主演で、フジテレビ製作、全国東宝系にて映画が公開される予定だったが、クランクイン直前になり監督の行定が降板し、一度は白紙状態となった。
その後2008年に、中山美穂主演という形は変えずに映画化されることが発表された。監督は韓国人のイ・ジェハン（李宰漢）が務め、2010年1月23日全国約180スクリーンにて公開された。配給はアスミック・エース。公開2日間で興行収入約1億3000万円を記録し、公開1カ月で観客動員数100万人、興行収入10億円を突破。このヒットにより中山美穂が居住先のパリから急遽帰国し「大ヒット御礼！日本横断 凱旋舞台挨拶」を東京、名古屋、大阪、福岡の4都市8劇場で実施、東京・丸の内TOEI2での最終回ではサプライズで西島秀俊も登壇した。2010年6月25日にはアミューズソフトエンタテインメントよりDVD及びBlu-rayソフトが発売されオリコンDVD総合チャートで9位、同映画チャートでは1位を獲得した。

### キャスト

#### 中心人物
東垣内豊
演 - 西島秀俊
本作の主人公。「好青年」という設定。
仲間達と酒を飲んでいた時に真中と初めて出会い、それが真中との付き合いの始まりとなる。
光子と婚約中の身でありながら真中との逢瀬を続けるが、完全に溺れているわけではなく別れようとするそぶりも見せる。
真中沓子
演 - 中山美穂（主演）
本作のヒロイン。豊が仲間達と酒を飲んでいる途中に初めて出会い、当時は豊の仕事仲間と付き合っていたが、後に豊と付き合い始める。

#### その他の人物
尋末光子
演 - 石田ゆり子
豊の婚約者。「サヨナライツカ」という詩を書いており後に完成させる。
桜田善次郎
演 - 加藤雅也
豊が働いている職場の社長。
木下恒久
演 - マギー
豊の同僚。真中の元カレ。後に、真中と付き合っている男が豊だと知り、豊と殴り合いになった。
山田夫人
演 - 川島なお美
安西順子
演 - 松原智恵子
安西康道
演 - 須永慶
葛西
演 - 平岳大
東垣内健
演 - 日高光啓（AAA）
東垣内剛
演 - 西島隆弘（AAA）
健の彼女
演 - 伊藤ゆみ
秘書
演 - 蒲生麻由
木村
演 - 岡田卓也
お騒がせおばさん
演 - 中島陽子
看護婦
演 - ジャスミン
木下夫人
演 - 梅沢昌代

### スタッフ
- 主題歌 - 中島美嘉「ALWAYS」
- 挿入歌 - 日高光啓「TWO ROADS」

### ソフト化
2010年6月25日発売。発売元はアスミック / フジテレビジョン、販売元はアミューズソフトエンタテインメント。
- サヨナライツカ 初回限定生産版DVD（2枚組、初回生産分終了後は本編DVDのみの通常版に切り替え）
  - ディスク1：本編DVD
  - ディスク2：特典DVD
    - メイキング
    - プロモーション映像集
    - フォトスライドショー
    - イベント映像集（来日記者会見、完成披露試写会、ジャパンプレミア、初日舞台挨拶、凱旋舞台挨拶）

  - 封入特典
    - リーフレット（4P）
- サヨナライツカ ブルーレイ（1枚組）
  - 映像・封入特典：初回限定生産版DVDと同様

## 漫画
- 愛したことを思い出す 続・サヨナライツカ（原作・辻仁成／週刊「女性自身」・漫画／海埜ゆうこ）